# Узкоколейная железная дорога Поронайск — Тихменево
Железнодорожная линия Поронайск — Тихменево — ныне не существующая железная дорога колеи 750 мм протяженностью 18 км. Находилась на территории нынешнего Поронайского городского округа и связывала город Поронайск с шахтой «Тихменевская».

## История

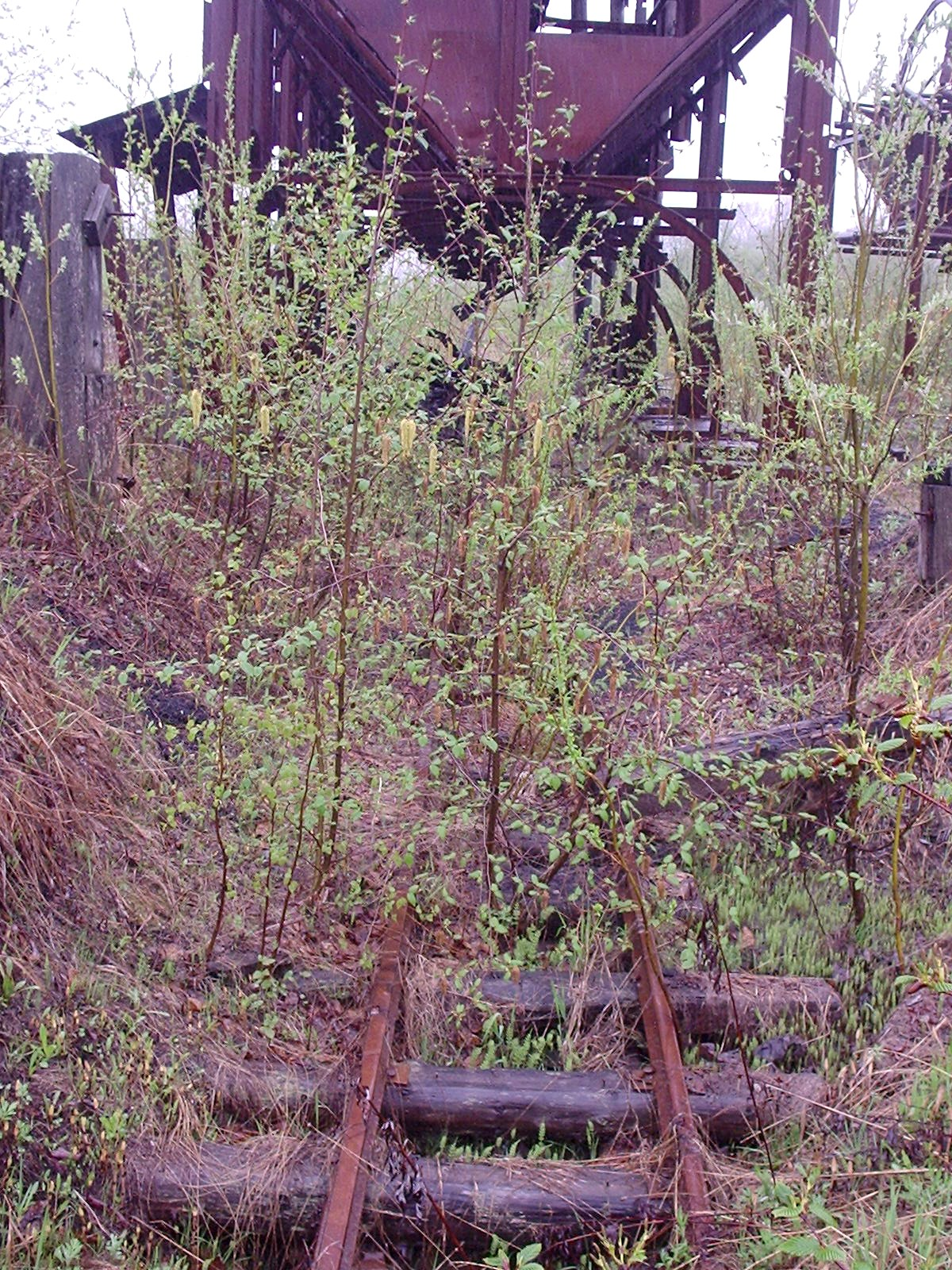
Остатки пути в Тихменёво (2006)

Во времена Японской оккупации Сахалина на Сахалине активно велось строительство железных дорог разной колеи. Строительство линии Найро (Гастелло) — Найкава (Тихменево) — Сикука (Поронайск) и до карьеров в Леонидово началось еще до 1931 года. Общая протяженность этой линии составляла 45 км (до 1945 года). Линия на Леонидово проходила вдоль реки, а не по современной трассе Сахалинского региона ДВЖД.
После освобождения Южного Сахалина в 1945 году, в связи с ненадобностью были разобраны линии Гастелло — Тихменево и Поронайск — Леонидово и протяженность линии стала составлять около 20 километров. Одним из основных потребителей угля был Поронайский целлюлозно-бумажный завод. Узкоколейная железная дорога имела одноуровневое пересечение с линией Сахалинской железной дороги. На протяжении нескольких километров она пролегала параллельно перегону Поронайск — Олень-Сахалинский Сахалинской железной дороги.
С 1980-х годов железная дорога относилась к Шахтёрскому погрузочно-транспортному управлению треста «Сахалинуголь», основная узкоколейная железная дорога которого находилась в другом районе.

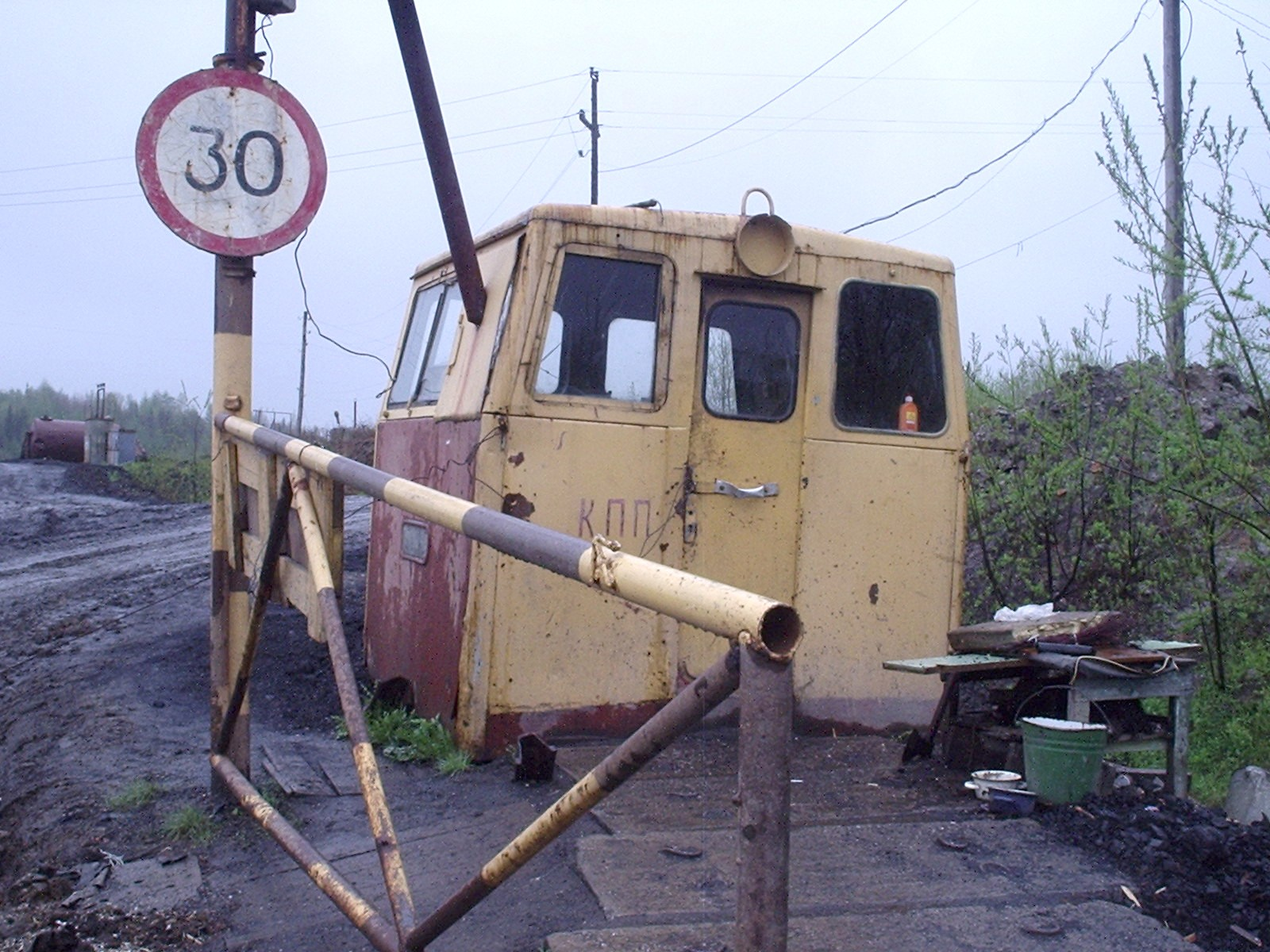
Кабина тепловоза ТУ7-1736 в Тихменёво (2006)

Линия была закрыта ориентировочно в 1995 году из-за закрытия шахты и Поронайского ЦБЗ. Пути разобраны немногим позднее. На линии использовались тепловозы ТУ4 и ТУ7.